# Cremifania lanceolata
Cremifania lanceolata is een vliegensoort uit de familie van de Chamaemyiidae. De wetenschappelijke naam van de soort is voor het eerst geldig gepubliceerd in 1994 door L. Papp.